# 八ヶ峰
八ヶ峰（はちがみね）は、福井県大飯郡おおい町と京都府南丹市の境に所在する標高800.1mの山。

## 概要
丹波高地に属し、福井県と京都府の県境に所在する。若狭国と丹波国の国境にあたり、
東西に連なる若丹国境尾根の一部にあたる。
山頂の西肩を通る知井坂は、かつて、名田庄、周山を経由して小浜と京都を結ぶ鯖街道の要所であった。当時、山頂を通る尾根上に道はなく、往来には国境を越す知井坂などの峠道が用いられていた。
現代においてはハイキングコースも整備されており、福井県側の染ヶ谷から登るコース、福井県、京都府の県境にあたる五波峠から国境尾根を縦走するコース、京都府側の八原から知井坂を経て登るコースなどがよく利用されている。
山名とその読みについては、1906年（明治39年）の『日本山嶽志』では「八峰（はちがみね）」、別称を「蜂峰（はちがみね）」としており、近年の『日本山名総覧』、『日本山名事典』、『新日本山岳志』などでは、いずれも「八ヶ峰（はちがみね）」の表記で統一している。
山名の由来については諸説あるが、『京都府北桑田郡誌』では「山巓に登りて四望すれば丹波、丹後、山城、近江、若狭、越前、加賀、能登の八ヶ國を見るを得べく、八ヶ峰の山名はその形の八葉蓮華に類似せるよりも、この八ヶ國一望の意義に本づきしものならんか」としている。
森林浴の森100選、水源の森百選に選定されている。

## 自然
標高400m付近から頂上近くにかけて、若狭地方では比較的高い標高に育つアカマツ林が見られ、ミズナラ、カエデ、リョウブ、オオカメノキ、マンサク、ヒサカキ、エゾユズリハ、アセビ、タムシバ、オオイワカガミ、アクシバ、ツルシキミ、ウルシ、コウヤボウキ等の雑木林は森林浴やハイキングで賑わう。
福井県側の麓には八ヶ峰家族旅行村が、京都府側の麓には美山町自然文化村がある。

## 周辺の山等
- 京都大学芦生研究林 - 東に3.5km～。最北部の尾根は若丹国境尾根として八ヶ峰と連なる。
- 三国峠（三国岳） - 東に9km。近江、若狭、丹波の三国境。若丹国境尾根として八ヶ峰と連なる。
- 飯盛山 - 北に10.5km。
- 三国岳 - 東南東に12km。近江、山城、丹波の三国境。
- 頭巾山 - 西に12.5km。若丹国境尾根として八ヶ峰と連なる。
- 多田ヶ岳 - 北東に13km。
- 百里ヶ岳 - 東北東に13.5km。
- 久須夜ヶ岳 - 北北東に23km。
- 青葉山 - 北西に23.5km。
- 由良川 - 支流である知見谷川の源。
- 南川 - 支流である小松谷の源。
- 若狭湾 - 条件の良い日は山頂から一望できる。